# Lazzaro Negrotto Cambiaso
Lazzaro Negrotto Cambiaso (28 décembre 1823, Gênes - 1er mars 1902, Codevilla), marquis et patricien de Gênes, est un homme politique et lettré italien.

## Biographie
Lazzaro Negrotto Cambiaso est le fils de Pietro Negrotto, noble et propriétaire terrien, et de Caterina Rivarola. Sa famille fait partie de la haute aristocratie ligure et Lazzaro hérite du titre de marquis ainsi que de celui de patricien de Gênes (le patriciat était alors héréditaire et permettait d'accéder facilement aux fonctions importantes de la ville).
Il commence sa carrière politique comme conseiller communal de la ville de Gênes avant de devenir conseiller provincial de la Province de Gênes.
Le 2 avril 1860, il est élu député du royaume de Sardaigne dans le cadre de la VIIe législature (dernière législature sarde) pour le collège électoral de Pontedecimo (aujourd'hui quartier du nord de Gênes). La même année, l'Italie est unifié en partie sous l'action de Garibaldi. La VIIe législature prend donc fin le 17 décembre 1860.
Le 18 février 1861, il est élu député du royaume d'Italie de la VIIIe législature (nommé ainsi en continuité des législatures sardes mais en réalité première législature italienne). Il est ensuite réélu le 18 novembre 1865 pour la IXe législature du royaume, le 22 mars 1867 pour la Xe, le 5 décembre 1870 pour la XIe, le 23 novembre 1874 pour la XIIe et enfin, pour la sixième fois consécutive, le 20 novembre 1876 dans le cadre de la XIIIe législature. Il conserve cette charge jusqu'au 2 mai 1880.
Le 30 juin 1876, il est élu maire de la ville de Gênes en succédant au marquis Filippo Lamponi (1827-1881). Il conserve ce poste un peu moins d'un an jusqu'au 12 janvier 1877 quand il est remplacé par Felice Segre.
Le 10 décembre 1890, il est nommé sénateur du royaume d'Italie pour la XVIIe législature du royaume. Il obtient cette charge d'office pour avoir été député italien pendant 6 législatures consécutives. Il conserve ce poste jusqu'au 27 septembre 1892, date de fin de la XVIIe législature.
Lazzaro Negrotto Cambiaso fut également président du conseil provincial de Gênes (il en avait auparavant été vice-président) ainsi que directeur de l'Académie linguistique de Gênes (Accademia ligustica di Genova en italien). En fin de vie, il est aussi membre de la Société géographique italienne.
Il épouse Maria Teresa Pallavicino, noble dame de la famille des marquis Pallavicini, avec qui il a le futur sénateur Pierino Negrotto Cambiaso (1867-1925) ainsi que deux filles mort-nés : Caterina et Raffaela.

## Distinctions
- Grand officier de l'ordre de la Couronne d'Italie.

- Commandeur de l'ordre des Saints-Maurice-et-Lazare.

## Sources
- (it) Cet article est partiellement ou en totalité issu de l’article de Wikipédia en italien intitulé « Lazzaro Negrotto Cambiaso » (voir la liste des auteurs).
- Notices d'autorité :   - VIAF
  - ISNI
  - Vatican
- Notice dans un dictionnaire ou une encyclopédie généraliste :   - Dizionario biografico degli italiani
- Ressources relatives à la vie publique :   - Chambre des députés
  - Portail historique de la Chambre des députés
  - Sénat du royaume d'Italie